# جين إم. هولم
جين إم. هولم (بالإنجليزية: Jeanne M. Holm) هي ضابطة ومؤلفة وكاتِبة أمريكية، ولدت في 23 يونيو 1921 في بورتلاند في الولايات المتحدة، وتوفيت في 15 فبراير 2010 في أنابولس في الولايات المتحدة بسبب ذات الرئة.